# فيكتوريا هوكينز
فيكتوريا هوكينز (بالإنجليزية: Victoria Hawkins)‏ هي ممثلة بريطانية، ولدت في 24 سبتمبر 1983.

## وصلات خارجية
- فيكتوريا هوكينز على موقع IMDb (الإنجليزية)